# Église épiscopale méthodiste africaine Brown de Selma
L'église épiscopale méthodiste africaine Brown est une église méthodiste afro-américaine située à Selma, dans l'État de l'Alabama aux États-Unis.

## Historique
L'église épiscopale méthodiste africaine Brown fut le point de départ pour les marches de Selma à Montgomery, en 1965, et, en tant que lieu de réunion et bureaux de la Southern Christian Leadership Conference, pendant le Mouvement de Selma, elle joua un rôle majeur dans les événements qui conduisirent à l’adoption du Voting Rights Act, en 1965. La réaction de la nation à la marche du « dimanche sanglant » de Selma a largement contribué à rendre viable l'adoption du Voting Rights Act au Congrès des États-Unis.
Elle a été ajoutée à l'Alabama Register of Landmarks and Heritage le 16 juin 1976, puis inscrite au National Historic Landmark le 9 décembre 1997.